# (17681) Tweedledum
(17681) Tweedledum (1997 AQ6) – planetoida z pasa głównego asteroid okrążająca Słońce w ciągu 2,47 lat w średniej odległości 1,83 j.a. Odkryta 6 stycznia 1997 roku.